# Gmina Mönsterås
Gmina Mönsterås (szw. Mönsterås kommun) – gmina w Szwecji, w regionie Kalmar, siedzibą jej władz jest Mönsterås.
Pod względem zaludnienia Mönsterås jest 168. gminą w Szwecji. Zamieszkuje ją 12 979 osób, z czego 49,81% to kobiety (6588) i 50,19% to mężczyźni (6638). W gminie zameldowanych jest 290 cudzoziemców. Na każdy kilometr kwadratowy przypada 22,19 mieszkańca. Pod względem wielkości gmina zajmuje 157. miejsce.

## Geografia
Powierzchnia: 598 km² z czego:
- 46000 hektarów to lasy
- 6800 hektarów pól uprawnych
- 1200 ha lak

### Morze
- 150 km linii brzegowej
- ok. 300 wysp większych niż 5000 m²

### Rzeki
- Alsterån: 16 kilometrów na obszarze gminy
- Emån: 36 kilometrów na obszarze gminy

### Większe miejscowości
- Mönsterås
- Timmernabben
- Ålem
- Oknö
- Blomstermåla
- Fliseryd

### Ludność (strefy)
1. Mönsterås: 6436 mieszkańców
2. Ålem: 5139 mieszkańców
3. Fliseryd: 1381 mieszkańców

## Atrakcje
- Pataholm: najmniejsze miasto w Szwecji. Jest wielkości małej wioski, lecz pełnił kiedyś znaczną rolę.
- Fliseryd: Jungerholmarna - park na terenie którego niegdyś stały fabryki.
- Mönsterås: skansen/muzeum "Hembygdsparken", Bleus Festival, Oknö.